# 埃巴尔科-德巴尔德奥拉斯
埃巴尔科－德巴尔德奥拉斯（西班牙語：El Barco de Valdeorras），是西班牙加利西亚自治区奥伦塞省的一个市镇。总面积86平方公里，总人口12959人（2001年），人口密度151人/平方公里。